# T. Boone Pickens
Thomas Boone Pickens, Jr., känd som T. Boone Pickens, född 22 maj 1928 i Holdenville i Oklahoma, död 11 september 2019 i Dallas i Texas, var en amerikansk näringslivsperson, med en förmögenhet på 1,4 miljarder dollar.[när?]